# 136° westerlengte
136° westerlengte is een lengtegraad, onderdeel van geografische positieaanduiding in bolcoördinaten. De lijn loopt vanaf de Noordpool naar de Noordelijke IJszee, Noord-Amerika, de Grote Oceaan, de Zuidelijke Oceaan en Antarctica naar de Zuidpool.
De meridiaan 136° westerlengte vormt een grootcirkel met de meridiaan 44° oosterlengte. De meridiaanlijn begint bij de Noordpool en eindigt bij de Zuidpool. De meridiaan 136° westerlengte gaat door de volgende landen, gebieden of zeeën. 
| Land, gebied of zee | Nauwkeurigere gegevens                         |
| ------------------- | ---------------------------------------------- |
| Noordelijke IJszee  |                                                |
| Beaufortzee         |                                                |
| Canada              | Northwest Territories, Yukon, British Columbia |
| Verenigde Staten    | Alaska                                         |
| Glacier Bay Basin   |                                                |
| Verenigde Staten    | Alaska - Chichagof Island                      |
| Grote Oceaan        |                                                |
| Zuidelijke Oceaan   |                                                |
| Antarctica          | Niet-toegeëigend gebied in Antarctica          |